# Símbols de Porqueres
L'escut oficial de Porqueres, Pla de l'Estany) té el següent blasonament:
Escut caironat: faixat d'argent i de gules de 6 peces; ressaltant sobre el tot un castell de sinople obert somat d'un bàcul d'abat d'atzur posat en pal. Per timbre una corona mural de poble.
Va ser aprovat el 14 de juliol de 1983 i publicat al DOGC el 2 de setembre del mateix any amb el número 360.

## Heràldica
El faixat d'argent i de gules són les armes dels Porqueres - Santa Pau, senyors del castell del poble, també representat a l'escut. El castell fou venut al monestir de Banyoles el 1251, i això és simbolitzat pel bàcul d'abat.

## Bandera
La bandera oficial de Porqueres és d'origen heràldic i té la següent descripció:
Bandera apaïsada de proporcions dos d'alt per tres de llarg, faixada amb tres franges blanques i tres vermelles d'igual amplada, amb el castell verd de l'escut, d'altura 1/3 de l'alçària del drap, al centre i per sobre de totes les faixes, excepte la de dalt; damunt d'aquesta primera faixa i de la següent vermella, el bàcul blau sobre la torre més alta del castell i fins a la distància d'1/8 de l'extrem superior.